# Dilwyn
Dilwyn – wieś w Anglii, w hrabstwie Herefordshire. Leży 18 km na północny zachód od miasta Hereford i 203 km na zachód od Londynu. Miejscowość liczy 758 mieszkańców.